# 伴三宗
伴 三宗（とも の みむね）は、平安時代初期の貴族。参議・大伴駿河麻呂の曾孫。正六位上・伴真意の子。官位は従五位下・鎮守将軍。

## 経歴
弘仁14年（823年）淳和天皇の即位に際して、天皇の諱（大伴）を避けるために一族とともに大伴宿禰姓から伴宿禰姓へ改姓している。また、当初は健宗（こわむね）を名乗っていたが、承和9年（842年）に発生した承和の変の首謀者とされる伴健岑（こわみね）が配流される際に、似た名前を避けて三宗に改名した。
嘉祥4年（851年）従五位下・鎮守将軍兼下野権介に叙任される。仁寿4年（854年）正月に兼官が武蔵権介に遷るが、同年8月16日病気のため赴任先の陸奥国で卒去。享年59。最終官位は鎮守将軍従五位下。

## 人物
辺境の地を鎮撫する方法が適切で、その大胆さや知略は非常に有名であった。病没した際、三宗が治めていた辺境の地の人々はみなその死を悼んだという。

## 官歴
『六国史』による。
- 弘仁14年（823年） 4月28日：大伴宿禰姓から伴宿禰姓へ改姓
- 承和9年（842年） 7月：健宗から三宗に改名
- 時期不詳：正六位上
- 嘉祥4年（851年） 正月11日：従五位下、鎮守将軍。2月21日：兼下野権介
- 仁寿4年（854年） 正月16日：兼武蔵権介。8月16日：卒去（鎮守将軍従五位下）

## 系譜
- 父：伴真意[1]
- 母：不詳
- 生母不詳の子女
  - 男子：伴良雄[2] - 子孫は三河伴氏